# Кейлен (Чили)
Кейлен (исп. Queilén) — посёлок в Чили. Административный центр одноимённой коммуны. Население — 1912 человек (2002). Посёлок и коммуна входит в состав провинции Чилоэ и области Лос-Лагос.
Территория коммуны — 332,9 км². Численность населения — 5298 жителей (2007). Плотность населения — 15,91 чел./км².

## Расположение
Посёлок расположен на острове Чилоэ в 163 км на юго-запад от административного центра области города Пуэрто-Монт и в 51 км на юго-восток от административного центра провинции города Кастро.
Коммуна граничит:
- на юге — c коммуной Кельон
- на западе — c коммуной Чончи

На востоке коммуны расположен залив Анкуд.

## Демография
Согласно сведениям, собранным в ходе переписи Национальным институтом статистики, население коммуны составляет 5298 человек, из которых 2800 мужчин и 2498 женщин.
Население коммуны составляет 0,67 % от общей численности населения области Лос-Лагос. 60,8 % относится к сельскому населению и 39,2 % — городское население.